# Korgvide
Korgvide eller korgpil (Salix viminalis). Även kallad vanlig korgvide.

## Beskrivning
Korgvide har jämnbreda lansettlika blad som kan bli tio gånger längre än de är breda, men är som regel åtminstone fem gånger längre än breda. Bladets undersida är silkeshårig och trädet har små blomställningar. Arten är inplanterad (hittades första gången 1744) och finns nu förvildad upp till Dalälven i Sverige och i södra Norge. Den tillväxer snabbt. Årsskotten kan bli 1 till 2 meter långa och är genom sin jämnhet, mjukhet och seghet lämpliga som  korgflätningsmaterial. Artnamnet viminalis kommer också ur den latinska betydelsen: lämplig till flätning. Korgvide är en dioik art och blommorna sitter i hängen. På grund av den tidiga blomningen utgör korgvide en viktig resurs för bin.

## Användning
Korgvide odlades förr i Skåne och norra Tyskland och användes till korgflätning, skyddshäckar på åkerkanter och som bränsle. Nu, (2004), är den inte ovanlig som energigröda. Korgvide planteras också som prydnadsväxt i häckar och gärna nära stränder. 

## Ekologi

### Patogener
Korgvide infekteras ofta av Melampsora spp. och honväxter infekteras allvarligare än hanplantor.

### Herbivorer
En av de största skadedjuren i odlingar är Phratora vulgatissima.

## Synonymer

### Vetenskapliga
- Salix longifolia Lam
- Salix undulata L

### Bygdemål
| Namn    | Trakt                | Referens |
| ------- | -------------------- | -------- |
|         |                      |          |
| Gulvide | Skåne, Svenskfinland | [ 4 ]    |

## Hybrid
Salix × mollisima Elwerd, fyrisvide